# Schloss Heidelberg
Schloss Heidelberg is een van de beroemdste ruïnes in Duitsland en het symbool van de stad Heidelberg. Totdat het werd vernietigd in de Negenjarige Oorlog was het de residentie van de keurvorsten van de Palts. Nadat het zwaar werd beschadigd door de soldaten van Lodewijk XIV in 1689, werd het kasteel in 1693 slechts gedeeltelijk hersteld. De ruïne van rood Neckartäler zandsteen rijst tachtig meter boven de vallei aan de noordkant van de Königstuhl en domineert vanaf daar het stadsgezicht van Heidelberg. De Ottheinrichsbau, een van de paleizen van het kasteel, is een van de belangrijkste gebouwen van de Duitse renaissance.

## Geschiedenis

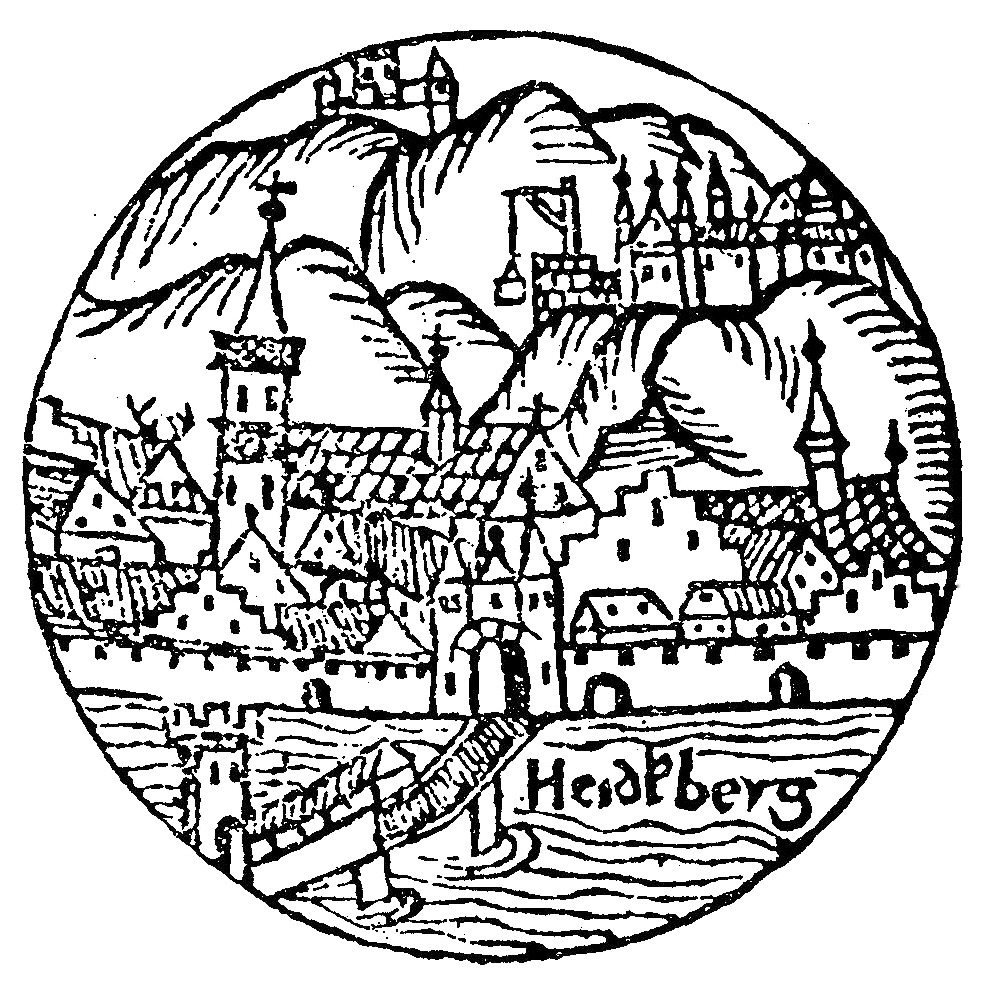
Heidelberger Schloss
(1527) door Sebastian Münster
De oudste weergave van het kasteel

### Vroegste vermeldingen
De stad Heidelberg wordt in 1196 voor de eerste keer genoemd in een oorkonde. Een kasteel in Heidelberg ("castrum in Heidelberg cum Burgo ipsius Castri") wordt echter pas genoemd in 1225, als Lodewijk I van Beieren dit kasteel van bisschop Hendrik van Worms als leengoed ontvangt. Als bouwers van het kasteel ziet men de Hertogen van Beieren die in 1214 de Pfalzgrafschaft als leen ontvingen. Van een kasteel is voor het laatst in 1294 sprake. In een document uit het jaar 1303 worden voor de eerste keer twee kastelen genoemd; het hoger gelegen kasteel op de kleine Gaisberg op de huidige Molkenkur en het lager gelegen kasteel op de Jettenbühl.

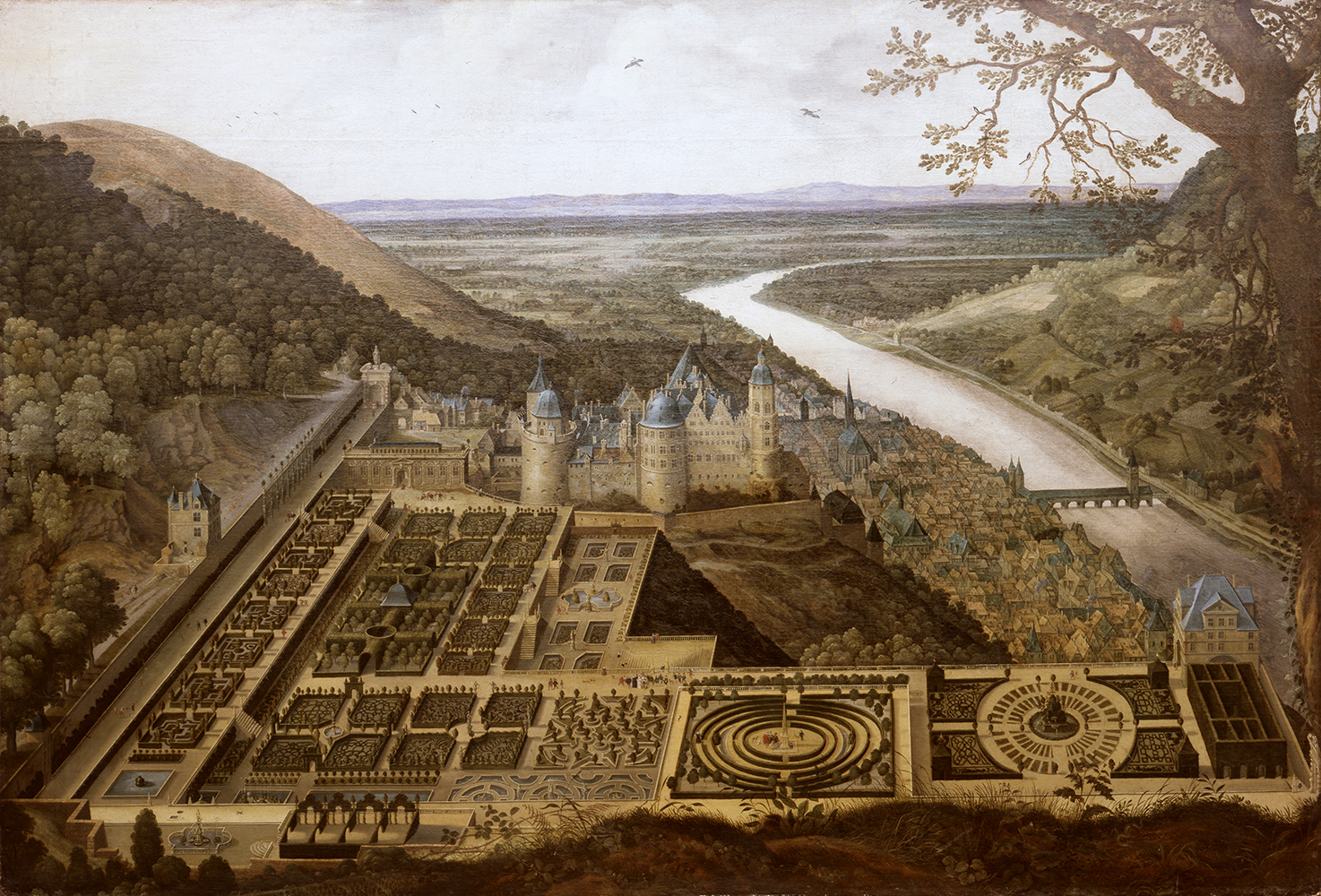
Hortus Palatinus (1620) Jacques Focquier Kurpfälzisches Museum (Heidelberg)
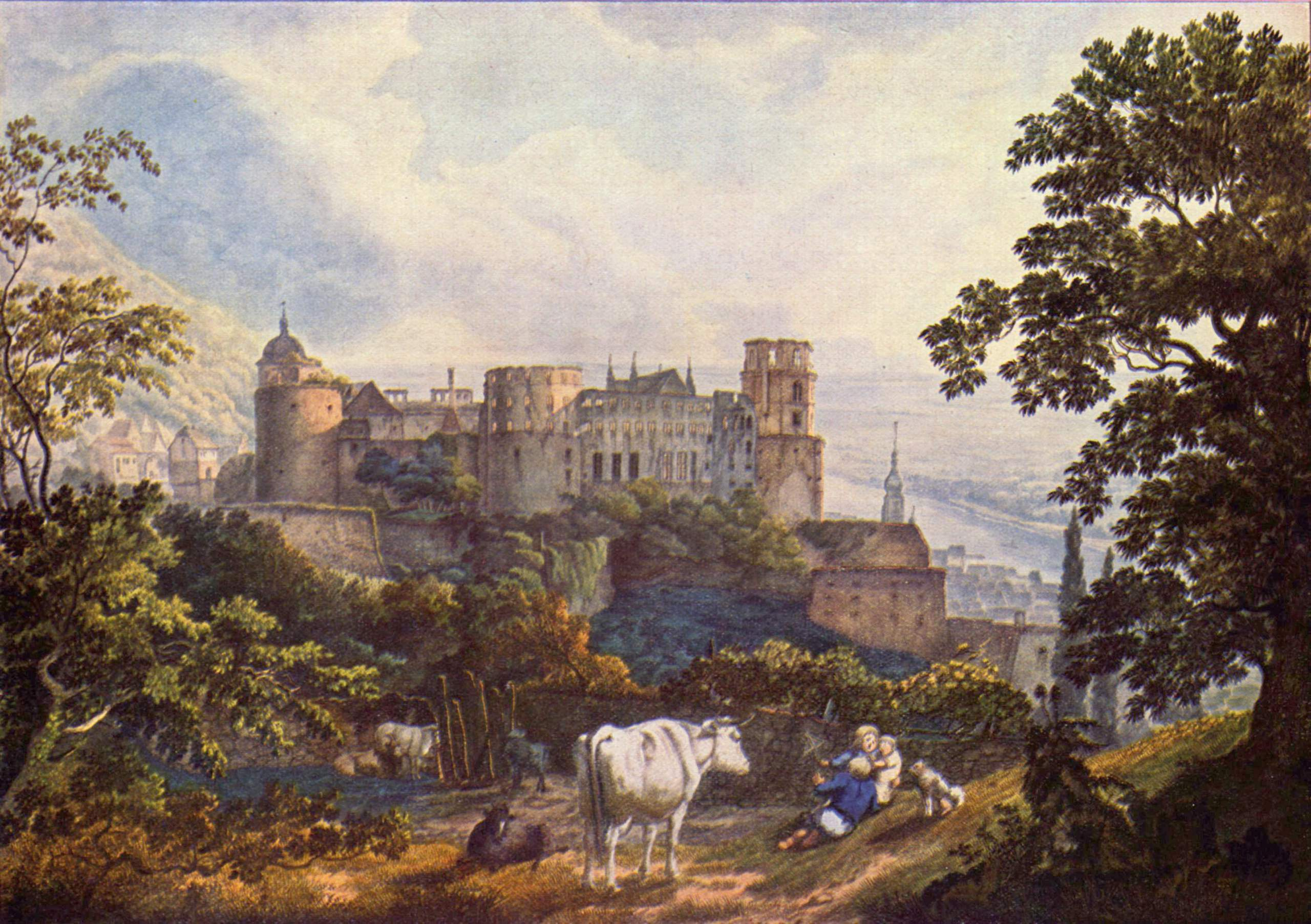
Schloss Heidelberg (1815) Carl Philipp Fohr Hessisches Landesmuseum Darmstadt

## Trivia

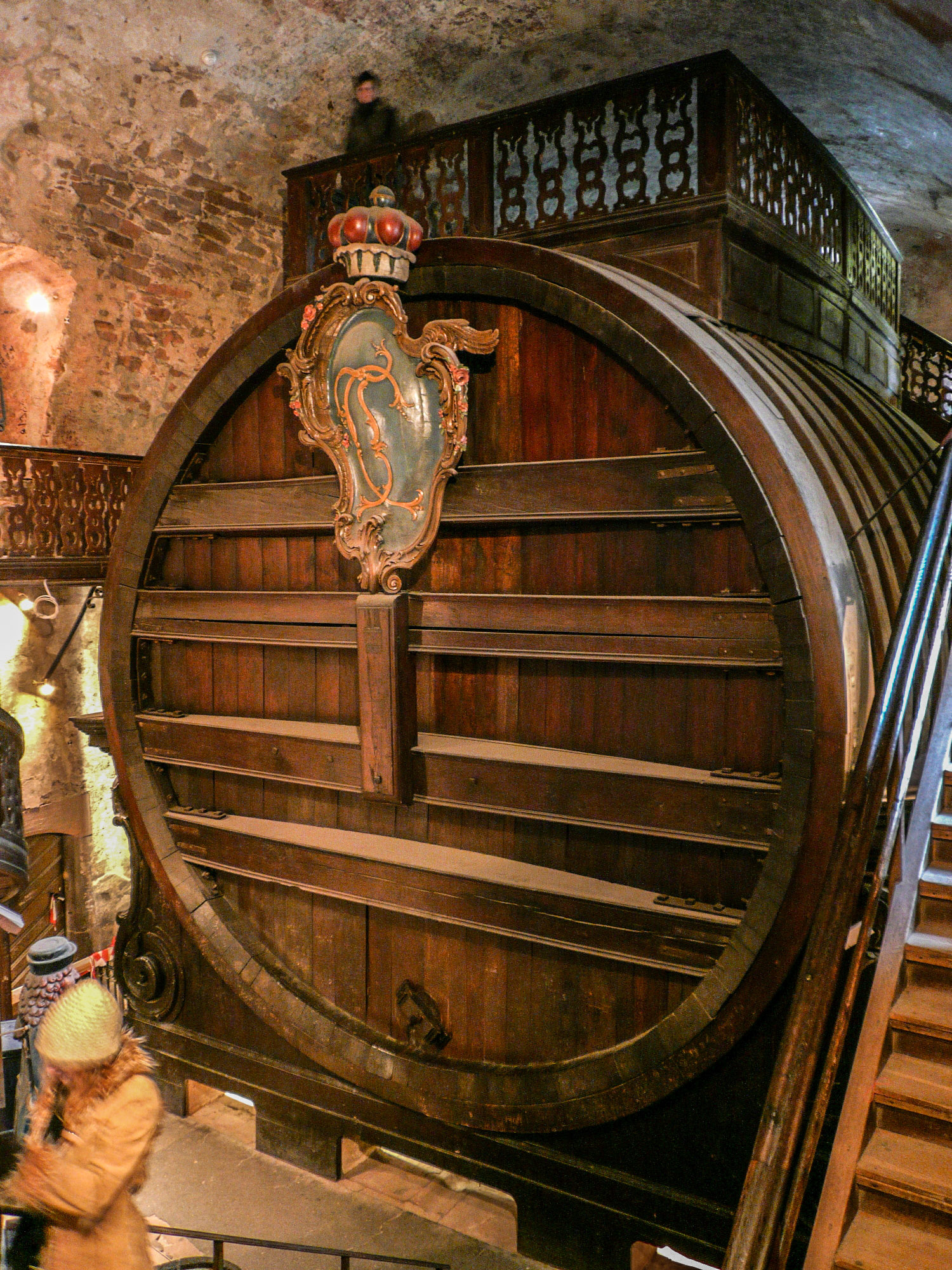
Het Heidelberger Vat

- In de kelder van het kasteel bevindt zich het Heidelberger Vat, een groot wijnvat van 219.000 liter.
- In de Chinese stad Dongguan staat een kopie, als onderdeel van de onderzoekscampus Ox Horn van Huawei.

## Externe links

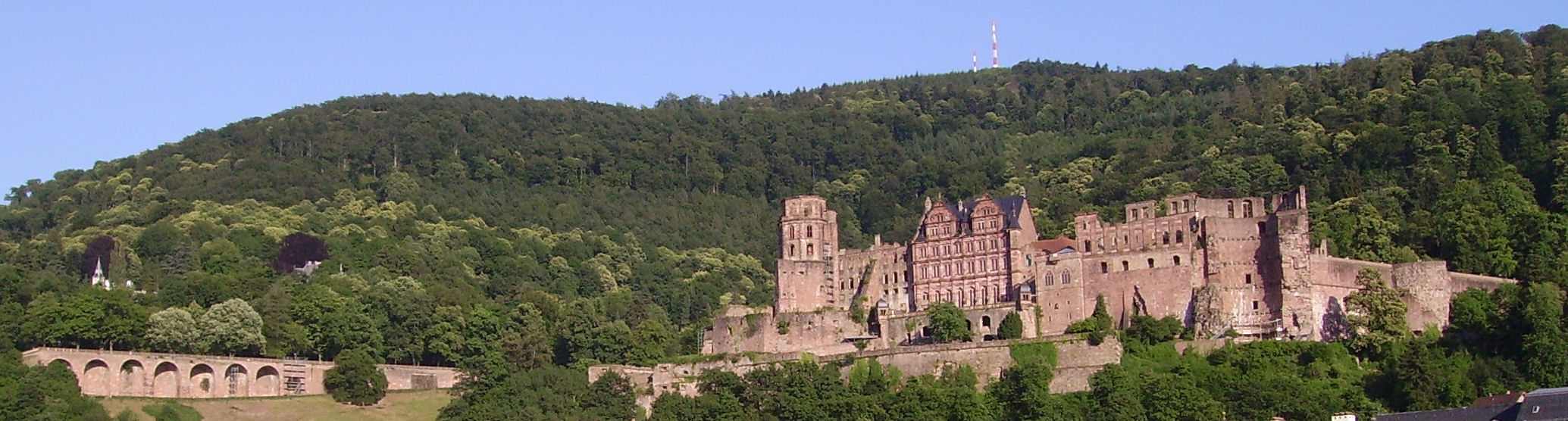
Gezicht op Schloss Heidelberg